# Resolució 1639 del Consell de Seguretat de les Nacions Unides
La Resolució 1639 del Consell de Seguretat de les Nacions Unides fou adoptada per unanimitat el 21 de novembre de 2005. Després de recordar les resolucions 1031 (1995), 1088 (1996), 1423 (2002), 1491 (2003), 1551 (2004) i 1575 (2004) sobre els conflictes a l'antiga Iugoslàvia, el Consell va estendre el mandat d'EUFOR Althea a Bòsnia i Hercegovina com a successor legal de la Força d'Estabilització (SFOR) per 12 mesos més.

## Resolució

### Observacions
El Consell de Seguretat va subratllar la importància de la plena implementació de l'acord de Dayton i va acollir amb beneplàcit les contribucions de la SFOR, l'Organització per a la Seguretat i la Cooperació a Europa i altres organitzacions internacionals. La situació va continuar constituint una amenaça per a la pau i la seguretat i el Consell estava decidit a promoure una solució pacífica del conflicte. A més, va acollir amb satisfacció l'augment de la participació de la Unió Europea a Bòsnia i Hercegovina i del seu avanç cap a la Unió Europea.

### Actes
Actuant sota el Capítol VII de la Carta de les Nacions Unides, el Consell recorda a les parts en l'acord de Dayton la seva responsabilitat d'aplicar l'acord. Va subratllar el paper de l'Alt Representant per a Bòsnia i Hercegovina de supervisar la seva implementació. També va concedir importància a la cooperació amb el Tribunal Penal Internacional per a l'antiga Iugoslàvia.
El Consell de Seguretat va elogiar els països participants en l'EUFOR i va ampliar la missió durant uns altres dotze mesos. També va autoritzar l'ús de mesures necessàries, inclòs l'ús de la força i defensa pròpia, per assegurar el compliment dels acords i la seguretat i llibertat de moviment de l'EUFOR o del personal de l'OTAN. Tots els acords s'aplicaran a la missió de seguiment.
La resolució també va donar la benvinguda al desplegament de la Missió de Policia de la Unió Europea a Bòsnia i Hercegovina des de l'1 de gener de 2003, que havia reemplaçat la Missió de les Nacions Unides a Bòsnia i Hercegovina. Finalment, va demanar al secretari general de les Nacions Unides Kofi Annan que informés sobre el progrés realitzat per les parts per a la implementació dels seus acords de pau.